# Coupe de Pologne de basket-ball
La Coupe de Pologne de basket-ball est une compétition de basket-ball polonaise à élimination directe, disputée depuis 1934. Elle a connu plusieurs périodes d'interruption dans son histoire.

## Palmarès
- 1934 - Polonia Varsovie
- 1935 - KS Cracovie
- 1936 - KS Cracovie
- 1937 à 1950 - Non disputée
- 1951 - Gdańsk
- 1952 - Wisła Cracovie
- 1953 - Spójnia Gdańsk
- 1954 - Lech Poznań
- 1955 - Lech Poznań
- 1956 - AZS Varsovie
- 1957 - Slask Wrocław
- 1958 - AZS Varsovie
- 1959 - Slask Wrocław
- 1960 à 1961 - Non disputée
- 1962 - Spójnia Gdańsk
- 1963 à 1967 - Non disputée
- 1968 - Legia Varsovie
- 1969 - Polonia Varsovie
- 1970 - Legia Varsovie
- 1971 - Slask Wroclaw
- 1972 - Slask Wrocław
- 1973 - Slask Wrocław
- 1974 - Resovia Rzeszów
- 1975 - Polonia Varsovie
- 1976 - Wybrzeże Gdańsk
- 1977 - Slask Wrocław
- 1978 - Wybrzeże Gdańsk
- 1979 - Wybrzeże Gdańsk
- 1980 - Slask Wrocław
- 1981 - Pogoń Szczecin
- 1982 - Non disputée
- 1983 - Zagłębie Sosnowiec
- 1984 - Lech Poznań
- 1985 - Pogoń Szczecin
- 1986 à 1988 - Non disputée
- 1989 - Slask Wrocław
- 1990 - Slask Wrocław
- 1991 - Non disputée
- 1992 - Slask Wrocław
- 1993 à 1994 - Non disputée
- 1995 - Anwil Włocławek
- 1996 - Anwil Włocławek
- 1997 - Slask Wrocław
- 1998 - Pruszków
- 1999 - Pruszków
- 2000 - Prokom Sopot
- 2001 - Prokom Sopot
- 2002 à 2003 - Non disputée
- 2004 - Slask Wrocław
- 2005 - Slask Wrocław
- 2006 - Prokom Sopot
- 2007 - Anwil Włocławek
- 2008 - Prokom Sopot
- 2009 - Kotwica Kolobrzeg
- 2010 - AZS Koszalin
- 2011 - SKS Starogard Gdański
- 2012 - Trefl Sopot
- 2013 - Trefl Sopot
- 2014 - Slask Wroclaw
- 2015 - Stelmet Zielona Góra
- 2016 - Rosa Radom
- 2017 - Stelmet Zielona Góra
- 2018 - Polski Cukier Torun
- 2019 - Stal Ostrów Wielkopolski
- 2020 - Anwil Włocławek
- 2021 - Stelmet Zielona Góra
- 2022 - Stal Ostrów Wielkopolski
- 2023 - Trefl Sopot
- 2024 - Legia Varsovie
- 2025 - Górnik Wałbrzych

## Finales
| Saison    | Vainqueur                        | Score  | Finaliste                   | Lieu             | MVP                 |
| --------- | -------------------------------- | ------ | --------------------------- | ---------------- | ------------------- |
| 2000-2001 | Prokom Trefl Sopot               | 81–72  | Znicz Pruszków              | Słupsk           | Igor Miličić        |
| 2001-2002 | non disputée                     |        |                             |                  |                     |
| 2002-2003 | non disputée                     |        |                             |                  |                     |
| 2004      | Śląsk Wrocław                    | 78–72  | Anwil Włocławek             | Włocławek        | Lynn Greer          |
| 2004-2005 | Śląsk Wrocław                    | 96–91  | Czarni Słupsk               | Koszalin         | Michał Ignerski     |
| 2005-2006 | Prokom Trefl Sopot               | 77–64  | Polpharma Starogard Gdański | Grudziądz        | Christian Dalmau    |
| 2007      | Anwil Włocławek                  | 72–66  | Prokom Trefl Sopot          | Sopot            | Andrzej Pluta       |
| 2008      | Prokom Trefl Sopot               | 81–69  | ASCO Śląsk Wrocław          | Sopot            | Mustafa Shakur      |
| 2009      | Kotwica Kołobrzeg                | 98–89  | Asseco Prokom Sopot         | Lublin           | Dawid Przybyszewski |
| 2009-2010 | AZS Koszalin                     | 80–75  | Turów Zgorzelec             | Varsovie         | Dante Swanson       |
| 2010-2011 | Polpharma Starogard Gdański      | 75–67  | Anwil Włocławek             | Gdynia           | Robert Skibniewski  |
| 2012      | Trefl Sopot                      | 77–74  | Zastal Zielona Góra         | Zielona Góra     | Łukasz Koszarek     |
| 2012-2013 | Trefl Sopot                      | 64–59  | AZS Koszalin                | Koszalin         | Adam Waczyński      |
| 2013-2014 | Śląsk Wrocław                    | 90–87  | Turów Zgorzelec             | Wrocław          | Michał Gabiński     |
| 2015      | Zielona Góra                     | 77–71  | Rosa Radom                  | Gdynia           | Przemysław Zamojski |
| 2016      | Rosa Radom                       | 74–64  | Stelmet Zielona Góra        | Dąbrowa Górnicza | C. J. Harris        |
| 2017      | Stelmet Zielona Góra             | 79–57  | Anwil Włocławek             | Varsovie         | Łukasz Koszarek     |
| 2018      | Polski Cukier Toruń              | 88–80  | Stelmet Zielona Góra        | Varsovie         | Karol Gruszecki     |
| 2019      | Stal Ostrów Wielkopolski         | 77–74  | Arka Gdynia                 | Varsovie         | Mateusz Kostrzewski |
| 2020      | Anwil Włocławek                  | 103–96 | Twarde Pierniki Toruń       | Varsovie         | Shawn Jones         |
| 2021      | Zastal Zielona Góra              | 86–73  | Spójnia Stargard            | Lublin           | Iffe Lundberg       |
| 2022      | BM Slam Stal Ostrów Wielkopolski | 83–76  | Start Lublin                | Lublin           | Jakub Garbacz       |
| 2023      | Trefl Sopot                      | 91–80  | Start Lublin                | Lublin           | Garrett Nevels      |
| 2024      | Legia Varsovie                   | 94–71  | BM Stal Ostrów Wielkopolski | Sosnowiec        | Aric Holman         |
| 2025      | Górnik Wałbrzych                 | 80–78  | King Szczecin               | Sosnowiec        | Toddrick Gotcher    |

## Bilan par club

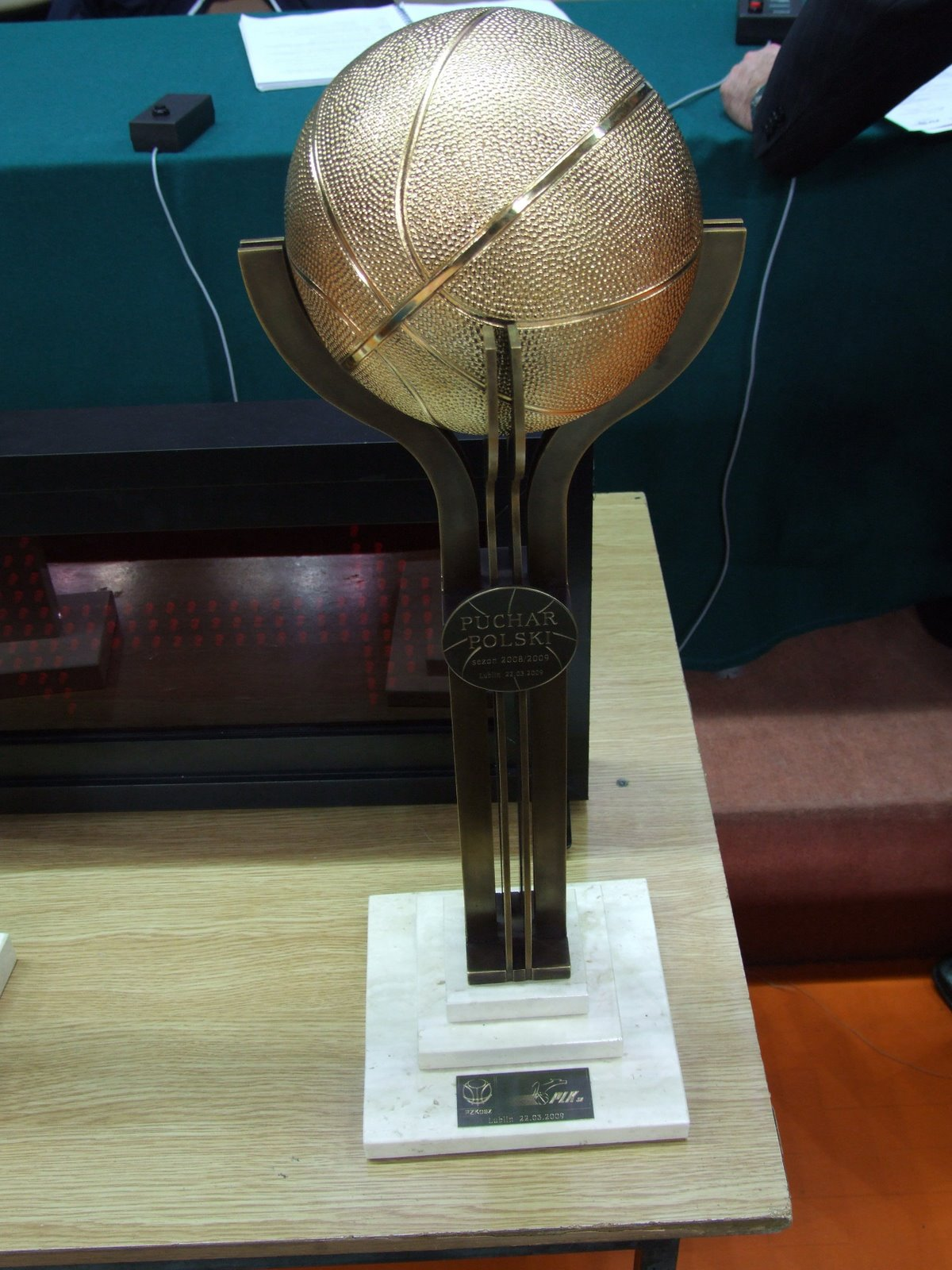
Le trophée remis au vainqueur

| Club                     | Titres | Années                                                                            |
| ------------------------ | ------ | --------------------------------------------------------------------------------- |
| Slask Wroclaw            | 14     | 1957, 1959, 1971, 1972, 1973, 1977, 1980, 1989, 1990, 1992 1997, 2004, 2005, 2014 |
| Prokom Sopot             | 4      | 2000, 2001, 2006, 2008                                                            |
| Anwil Włocławek          | 4      | 1995, 1996, 2007, 2020                                                            |
| Legia Varsovie           | 2      | 1968, 1970, 2024                                                                  |
| AZS Varsovie             | 3      | 1956, 1958, 1971                                                                  |
| Polonia Varsovie         | 3      | 1934, 1969, 1975                                                                  |
| Trefl Sopot              | 2      | 2012, 2013, 2023                                                                  |
| Wybrzeże Gdańsk          | 3      | 1976, 1978, 1979                                                                  |
| Lech Poznań              | 3      | 1954, 1955, 1984                                                                  |
| Stelmet Zielona Góra     | 3      | 2015, 2017, 2021                                                                  |
| KS Cracovie              | 2      | 1935, 1936                                                                        |
| Spójnia Gdańsk           | 2      | 1953, 1962                                                                        |
| Pogoń Szczecin           | 2      | 1981, 1985                                                                        |
| Pruszków                 | 2      | 1998, 1999                                                                        |
| Stal Ostrów Wielkopolski | 1      | 2019, 2022                                                                        |
| Gdańsk                   | 1      | 1951                                                                              |
| Wisła Cracovie           | 1      | 1952                                                                              |
| Resovia Rzeszów          | 1      | 1974                                                                              |
| Zagłębie Sosnowiec       | 1      | 1983                                                                              |
| Kotwica Kolobrzeg        | 1      | 2009                                                                              |
| AZS Koszalin             | 1      | 2010                                                                              |
| SKS Starogard Gdański    | 1      | 2011                                                                              |
| Rosa Radom               | 1      | 2016                                                                              |
| Polski Cukier Torun      | 1      | 2018                                                                              |
| Górnik Wałbrzych         | 1      | 2025                                                                              |